# 芳川寛治

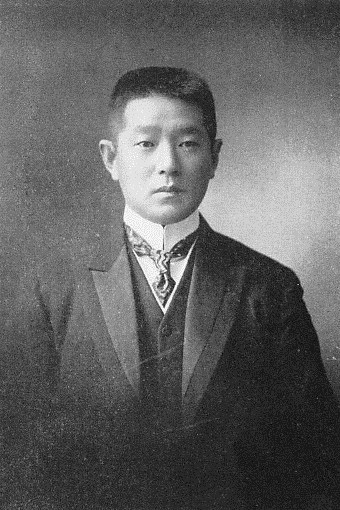
芳川寛治

芳川 寛治（よしかわ ひろはる、1882年（明治15年）5月12日 - 1956年（昭和31年）9月29日、旧姓・曾禰 ）は、大正時代から昭和時代にかけて活躍した実業家。伯爵。「千葉心中」と呼ばれる身分違いの心中事件で世を騒がせた芳川鎌子の夫。

## 来歴
曾禰荒助子爵の次男として生まれる。1905年（明治38年）東京高等商業学校（現・一橋大学）卒。同級生には、政治家の内田信也や京城電気（現・韓国電力公社）社長の武者錬三がいた。のち芳川顕正伯爵の四女・鎌子（1891-1921）と結婚して芳川家の婿養子となる。男子に恵まれなかったため、資産等は娘・明子の婿である芳川三光（三室戸敬光三男）が相続している。
高等商業の先輩である犬塚信太郎や、その友人でもあった秋山真之と親しく、犬塚や秋山とともに、孫文の革命派を支援した。1917年（大正6年）には孫文、張人傑、蒋介石等との間で、犬塚や秋山、塚原嘉一郎、菊池良一とともに日支組合規約を締結。
1920年（大正9年） 、顕正の死去にともない伯爵を襲爵するが、以後は実業界での活動に専念、後に台湾鉱業、磐城鉱業、足利紡績の社長などを歴任する活躍を見せた。1921年（大正10年）池上電気鉄道社長。1941年（昭和16年）満州繊維工業社長。1943年（昭和18年）藤田組社長。

## 千葉心中
寛治には、当時の大身の御曹司の例にもれず放蕩癖があり、妾宅に出入りすることが多かった。身持ちが悪く、妻の鎌子の姉とも噂があった。そのため鎌子はやがてお抱え運転手・倉持陸助と深い仲になる。これを知った顕正と寛治は、倉持を解雇し鎌子を軟禁するが、鎌子は逃げ出して倉持と駆け落ちし、1917年（大正6年）3月7日、省線(国鉄)千葉駅近くの県立女子師範学校（現在の千葉市富士見1-11）脇から走行する6時55分千葉発本千葉行きの単行列車に飛び込み自殺を図る。ところが両者とも重傷を負いながら死にきれず、鎌子は病院に収容されて一命を取り留め、倉持は近くの土手で短刀で喉を刺して自害した。倉持は24歳で独身だが、鎌子は27歳で5歳の娘がいる身だった。伯爵家令嬢とお抱え運転手の果たせぬ仲が引き起こした心中未遂事件は「千葉心中」（ちばしんじゅう）として世間を騒がせ、この醜聞で顕正は枢密院副議長を辞任、寛治も政界進出の道が断たれることになった。「千葉心中（家出の巻）」という流行歌まで生んだ。
退院後の鎌子は、倉持と共に芳川家に雇われ、倉持のことをよく知る後任運転手・出沢佐太郎と恋仲になり、1918年（大正7年）10月6日に出沢と出奔した。だが佐太郎は世間から爪弾きにされて職を見つけられなかった。このため、父の芳川顕正は鎌子の度重なる不品行に激怒しつつも仕送りを続けていた。やがて1920年（大正9年）に顕正が病死し夫・寛治が襲爵すると仕送りは途絶え、生活に窮した鎌子は1921年（大正10年）4月17日、腹膜炎のため31歳で病死した。

## 栄典
- 1945年（昭和20年）2月15日 - 正三位[15]

## 関連書
- 『伯爵夫人の肖像』杉本苑子、朝日新聞社、1965